# Файф-о-клок

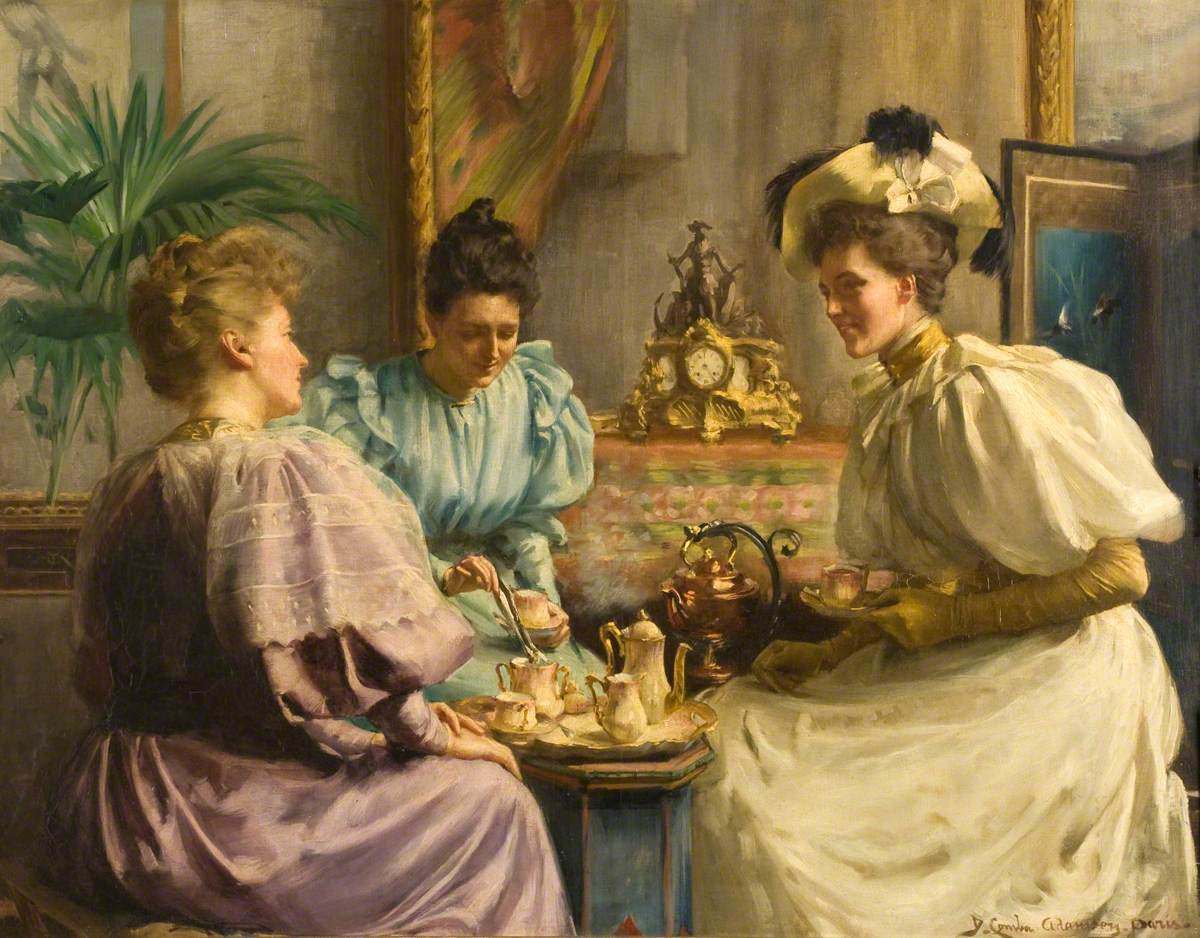
«Five o’clock tea», картина шотландского художника Дэвида Комба Адамсона, холст, масло, 1884—1898

Файф-о-кло́к (англ. five o’clock tea, то есть пятичасовой чай; также afternoon tea) — традиционный британский ритуал приёма пищи, возникший в Великобритании в XIX веке, обычно состоящий из чая, сэндвичей, сконов с топлёными сливками и джемом, а также различной выпечки. Является культурным феноменом, ассоциируемым с английской культурой, спокойным и размеренным образом жизни, определённым этикетом. Несмотря на название, время его проведения может варьироваться, но исторически сложилось, что оно приходится на середину дня, между обедом и ужином, чаще всего около 16:00 или 17:00. Возникший изначально в гостиных английской аристократии как камерная непринужденная беседа нескольких женщин за чашкой чая, со временем файф-о-клок распространился на другие социальные слои и приобрел другие формы. Послеобеденное чаепитие происходит на всех важных официальных, светских и спортивных мероприятиях — без файф-о-клока все эти события не были бы по настоящему британскими. Важной особенностью файф-о-клока является неформальная, расслабленная, дружеская и приятная атмосфера, сопровождаемая легкой и непринужденной беседой всех участников. На такое чаепитие приходят в «повседневном» настроении, чтобы повидаться с друзьями.

## История возникновения

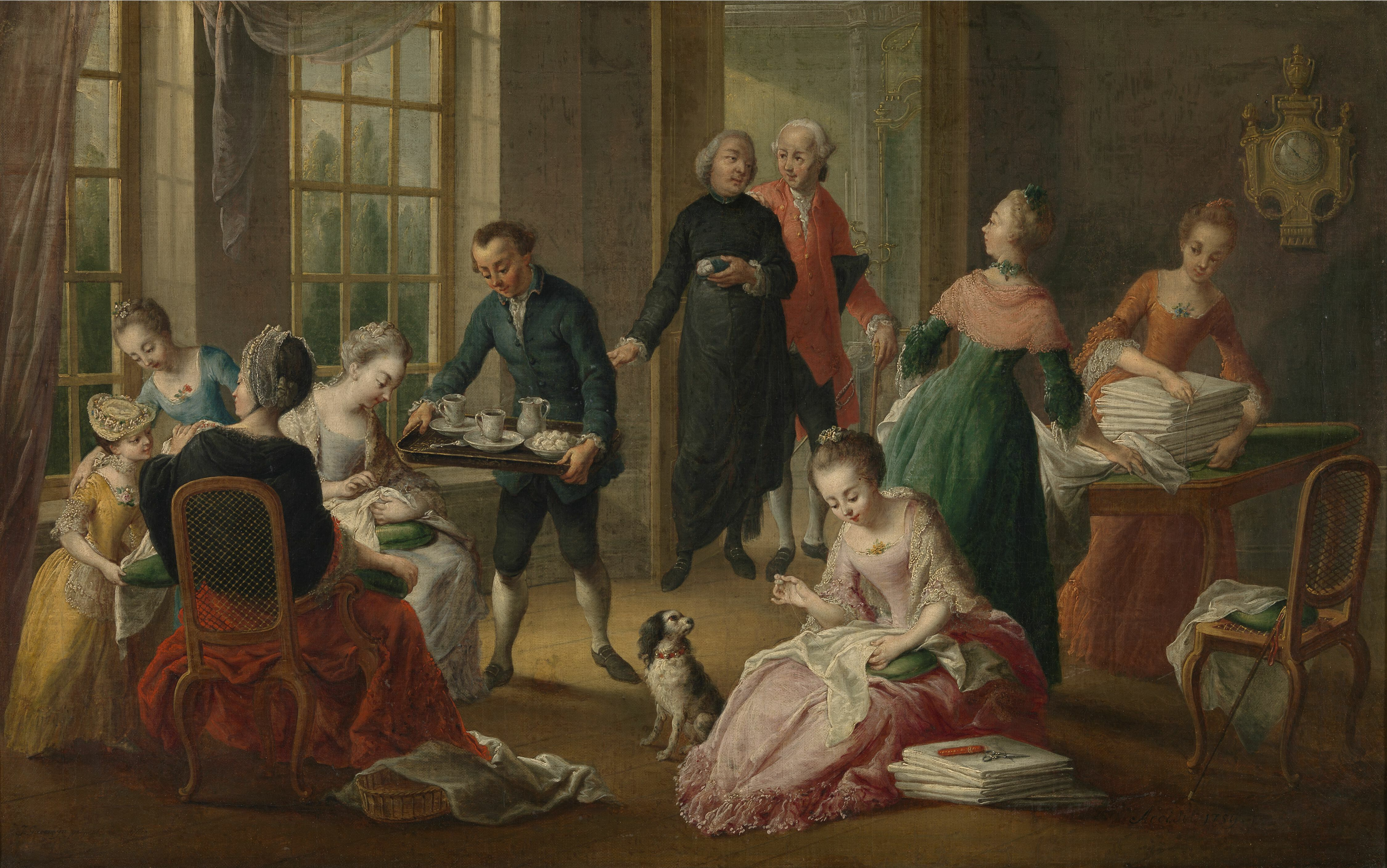
«Послеобеденный чай», Ян Антон Гаремин, 1778

### Ранние свидетельства
Существуют свидетельства первых упоминаний послеобеденного чая ещё в XVII веке — термин «afternoon tea» упоминается в пьесе Томаса Саузерна «Женские отговорки» (1692), а в одном из писем Мадам де Севинье (1626—1696) упоминается «the de cinq heures» (five o’clock tea). Александр Карлайл упомянул термин в автобиографии, описывая модный образ жизни в Харрогите в 1763 году он написал: «Дамы по очереди устраивали afternoon tea и кофе». Актриса Фанни Кембл в своей книге «Records of Later Life» (Поздняя жизнь) (1882) отмечала, что впервые познакомилась с «afternoon tea» в 1842 году в замке Бивер-Касл, резиденции герцогов Ратленд.

### Становление традиции
В 1830-х или 1840-х годах (точная дата варьируется в зависимости от источника) Анна Рассел, герцогиня Бедфордская, фрейлина королевы Виктории, страдая от приступов голода в долгом промежутке между полуденным ланчем и ужином, который аристократическая мода предписывала подавать не ранее 19:30 — распорядилась подавать чай с лёгкими закусками в свои покои. Со временем она превратила это в ежедневную привычку, а затем стала приглашать друзей на приватные послеобеденные встречи за чаем. Эта история считается общепринятым объяснением происхождения традиции файф-о-клока.

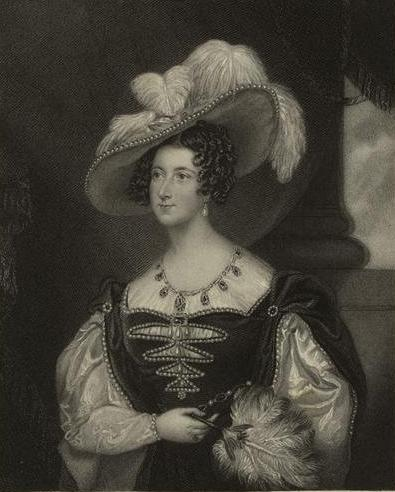
Анна Рассел, герцогиня Бедфорд в 1820 году.

Однако многие источники отмечают, что ещё в XVIII веке режим питания англичан уже начал меняться, и послеобеденный чай с лёгкими закусками постепенно становился устоявшейся практикой — задолго до того, как герцогиня ввела его в своём доме.
До сих пор продолжаются дискуссии о реальном влиянии Анны Рассел на изобретение файф-о-клока. Одни исследователи утверждают, что чаепитие как приём пищи уже существовало к моменту рождения Рассел. Другая сторона собственно не отрицая это всё же настаивает, что она первой систематизировала эту традицию: то, что было неформальным занятием, теперь стало формализованной, узнаваемой и воспроизводимой традицией приёма пищи с установленным этикетом, включая определённый набор продуктов и определённый ритуал. Благодаря герцогине Бедфордской, как считается, файф-о-клок повсеместно понимается как включающий чаепитие, а также сладкие и несладкие закуски, употребляемые в атмосфере непринуждённого общения, часто — по крайней мере изначально — в домашней обстановке.
В XVIII—XIX веках женщины в основном оставались дома, подстраиваясь под меняющийся график мужей. Многие исследователи связывают популяризацию файф-о-клока с появлением современного рабочего графика и поездок мужчин на работу, таким образом возникновение этой дополнительной трапезы стало полноценным культурным феноменом, а не просто развлечением праздных классов, поскольку традиция была создана исключительно женщинами — чаепитие всегда ассоциировалось с женщинами и приёмом гостей.
Определить точный момент зарождения этой традиции сложно — подобные явления формируются постепенно, а упрощённые объяснения игнорируют сложный социальный контекст.
На появление новой традиции оказали влияние:
- классовая принадлежность — аристократия обладала досугом и ресурсами для регулярных приёмов;
- положение в обществе — женщины в то время были ограничены в возможностях социализации вне дома;
- промышленная революция — изменившийся рабочий график сдвинул время ужина, создав довольно продолжительный «голодный» промежуток дня[12].

Таким образом, файф-о-клок стал ответом на запрос эпохи: он заполнил пустоту между ланчем и ужином, предложив одновременно утоление голода и социализацию. Рассел сыграла в появлении новой традиции основную роль — она не просто практиковала послеобеденный чай приватно, но и сделала его публичным ритуалом и светским мероприятием, придав ему социальный статус и запустила процесс массового распространения традиции.

### Распространение и популяризация
С социально-экономической точки зрения, файф-о-клок как лёгкая трапеза распространялся в обществе по принципу «сверху вниз» — его перенимали те, кто стремился подражать знати.
К 1860-1870-м годам файф-о-клок начал появляться в домах среднего класса, а к концу века эта трапеза (или её более сытный вариант, возникший позже High Tea) была принята всеми слоями общества. Чаепитие как отдельный приём пищи почти не упоминается в дневниках 1850-х годов, но уже десять лет спустя регулярно появляется в записях. Вскоре традиция стала настолько распространённой, что в университетах и школах начали обучать женщин тому, как правильно готовить и подавать чай.
К концу XIX века популярность файф-о-клока начала несколько снижаться (в 1879 году знаменитая миссис Битон упоминала «настоящие чаепития, какие так любили устраивать наши бабушки»). В 1890 году светские хроники отметили новый тренд, пришедший на смену камерным чайным собраниям — «чай на дому» (at-homes) и «чайные приёмы» (tea receptions) стали масштабными и многолюдными мероприятиями. Они по-прежнему проводились днём — с 14:00 до 19:00, но уже на сотни гостей. Чай и лёгкие закуски (пирожные, хлеб с маслом) подавались в виде фуршета или слуги разносили гостям чашки с чаем и порции еды. Такие приёмы представляли собой любопытный феномен: те же простая еда и неформальная атмосфера традиционного файф-о-клока, но в масштабе большого светского мероприятия. В состоятельных домах послеобеденный чай постепенно переместился из будуаров и небольших гостиных в более просторные парадные залы и холлы — центральные места викторианского дома, где часто устраивали приёмы. Чаепитие было мероприятием преимущественно для женщин, хотя иногда приглашали и завидных холостяков.
К концу XIX века послеобеденный чай стал национальной традицией — от маленьких деревень до центра Лондона.

## Формы и места проведения
Файф-о-клок имеет множество форм. Возникший как камерная непринужденная беседа нескольких женщин за чашкой чая в гостинной дома одной из участниц, со временем файф-о-клок распространился и в других вариантах. Послеобеденное чаепитие могло проходить дома (at-home) и вне дома — в отеле, с арендой бального зала и танцами, без танцев, с исполнением музыкальных номеров, в саду, на природе в форме пикника или даже в виде многолюдного приёма в Букингемском дворце.
Если число участников было небольшим, то такие чаепития обычно устраивались в будние дни среди женщин. Такой формат требовал минимальной подготовки — достаточно было «дополнительных чашек, хлеба и масла».
В Британии и США, широкое распространение получили всевозможные «чайные комнаты», «чайные дома» и «чайные сады». В этих общественных местах за послеобеденным чаем часто можно встретить людей из всех слоев общества. В XIX веке и в начале XX века женщина не имела права посещать кофейни или рестораны без сопровождающего мужчины, однако в чайных этот запрет для женщин не действовал — по всей стране распространились целые сети чайных комнат (tea-rooms), в том числе благодаря суфражизму.
Послеобеденный чай подается в холлах многих британских отелей, на дневных спектаклях в театрах и кинотеатрах во время антракта, на вокзалах, в вагон-ресторанах, пассажирам британских авиалиний и океанских лайнеров, в клубах, на важных светских мероприятиях, на скачках, регатах, во время игры в бридж и теннис, крикетных матчах, ежегодных садовых приемах членов королевской семьи — без файф-о-клока все эти события не были бы по настоящему британскими.
То, что изначально было легким перекусом, превратилось в полноценные светские мероприятия: горячие блюда, слуги, разносящие чашки с чаем и еду, кучера и шофёры, помогающие вылезать гостям из экипажей и открывающие двери авто, с участием профессиональных музыкантов, которых полагалось скрывать за специальными живыми изгородями или на галереях.

## Этикет

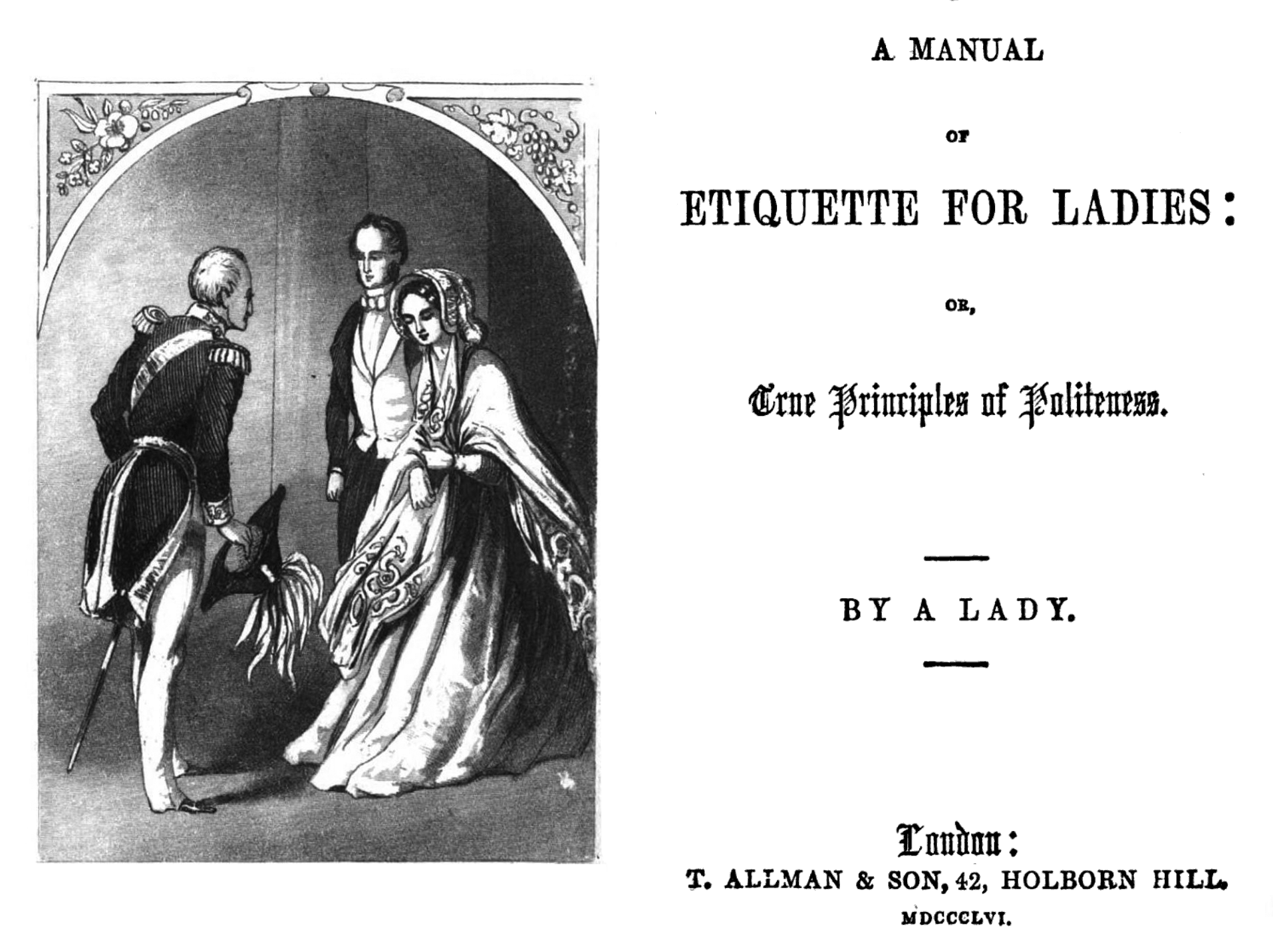
Руководство по этикету для леди («A Manual of Etiquette for Ladies: or, The Principles of Politeness»), 1856

В викторианскую эпоху придерживались строгого (хотя порой и неочевидного) свода правил, который позволял включать в круг «своих» или исключать из него на основании соблюдения этих норм. Со временем английские чайные традиции эволюционировали, как и другие трапезы той эпохи. Чаепитие стало менее формальным, но правильное использование аксессуаров и соблюдение этикета оставались ключевыми элементами викторианской традиции, которая прочно вошла в обиход английской повседневной жизни. Этикету викторианского чаепития посвящено множество руководств и пособий. Однако подобные рекомендации в основном адресовались среднему и высшему классу; для рабочих семей издавалось крайне мало руководств по застольному этикету, за исключением редких брошюр об общих нормах поведения.

### Время
Классическое время для файф-о-клока в узком кругу — с 15:00 до 17:00 (традиционно — в 17:00).
Если на файф-о-клок приглашено много гостей, то приём длится с четырёх до шести-семи часов, однако гости могут приходить и уходить в любое время в этих пределах. Основная масса гостей обычно приходит в первые полтора часа. На формальных приёмах хозяйке полагается принимать гостей прямо у дверей, на менее формальных — хозяйка может находиться «неподалеку от дверей».
Чем раньше подаётся файф-о-клок, тем легче угощение. В три часа обычно подают лёгкие закуски — изящные бутерброды, птифуры; в шесть часов чаепитие может быть полноценной трапезой — «высокий чай» (High Tea) — с мясными рулетами, салатами и трайфлами.

### Приглашение
Приглашение следует передавать либо устно, либо в виде записки, иногда короткие приглашения пишут на визитных карточках — от руки вписывают текст приглашения и время. В случае многолюдных приемов приглашения заказываются в типографии и их текст должен был быть одинаковым для всех приглашенных.
«Обязательно заходите на чашку чая» (англ. do come in for a cup of tea) — это излюбленная форма приглашения в высшем обществе, она используется практически по любому поводу, будь то музыкальный вечер, визит особого гостя или просто желание повидаться с друзьями. На своей визитной карточке хозяйка чаепития может написать: «Обязательно заходите в пятницу на чашку чая послушать, как играет Элвин (или поёт Фарриш), или познакомиться с сенатором Уэстом (или леди X)». Такие чаепития никогда не бывают многолюдными — приглашают только близких друзей или, максимум, людей своего круга.

### Манеры за столом
Отдельное внимание уделяется манерам: рекомендуется правильно держать чашку с чаем — мизинец не отставляются в сторону и не поднимается, согласно этикету чашку нужно держать, соединив большой и указательный пальцы в ручке, а затем опереть ручку на средний палец, держа мизинец прижатым. Нет единства среди британцев, что наливать в чашку первым — чай или молоко. Часть экспертов, в том числе бывший королевский батлер, считают, что молоко или сливки лучше добавлять после наливания чая, чтобы каждый гость мог сам выбрать нужное количество или вовсе отказаться от них. Однако некоторые эксперты настаивают, что первым следует наливать именно молоко или, по крайней мере, только горячее молоко. Что касается сконов, то некоторые эксперты настаивают, что их надо разламывать руками, а не разрезать ножом, другие же настаивают, что вначале следует использовать нож и потом нужно разламывать скон на четвертинки. Топлёные сливки и джем следует намазывать непосредственно перед употреблением каждой половины, хотя так же нет единства экспертов в вопросе очерёдности намазывания на скон джема и сливок.

### Одежда
Существовала модная женская одежда для послеобеденного чая — специальные чайные платья и шляпки. Чайные платья пользовались огромной популярностью с 1875 года вплоть до 1920-х годов, их надевала хозяйка дома, принимая гостей на чаепитие — выходить из дому в таком платье было нельзя. Чайные платья шили из лёгкого шифона или тонкого шёлка, украшали кружевами и часто обходились без корсетов, обеспечивая женщинам комфорт и подчёркивая женственность. Главная идея таких платьев заключалась в том, чтобы позволить женщинам хотя бы на час-два, между формальными обедом и ужином, освободиться от корсета, сохраняя при этом элегантность. В 1910—1911 годах для файф-о-клока были модными так называемые «хобл»-платья, — низ такого платья был сильно заужен, вынуждая дам перемещаться маленькими шажками — мода была важнее комфорта, поэтому дамы тренировались в ходьбе в уединении, со связанными под платьем верёвкой коленями, пока не добивались нужного результата. В викторианские времена перчатки и шляпки были обязательными для дам всех возрастов. Гостям на файф-о-клоке не рекомендуется надевать «парадные» наряды.

## Атмосфера

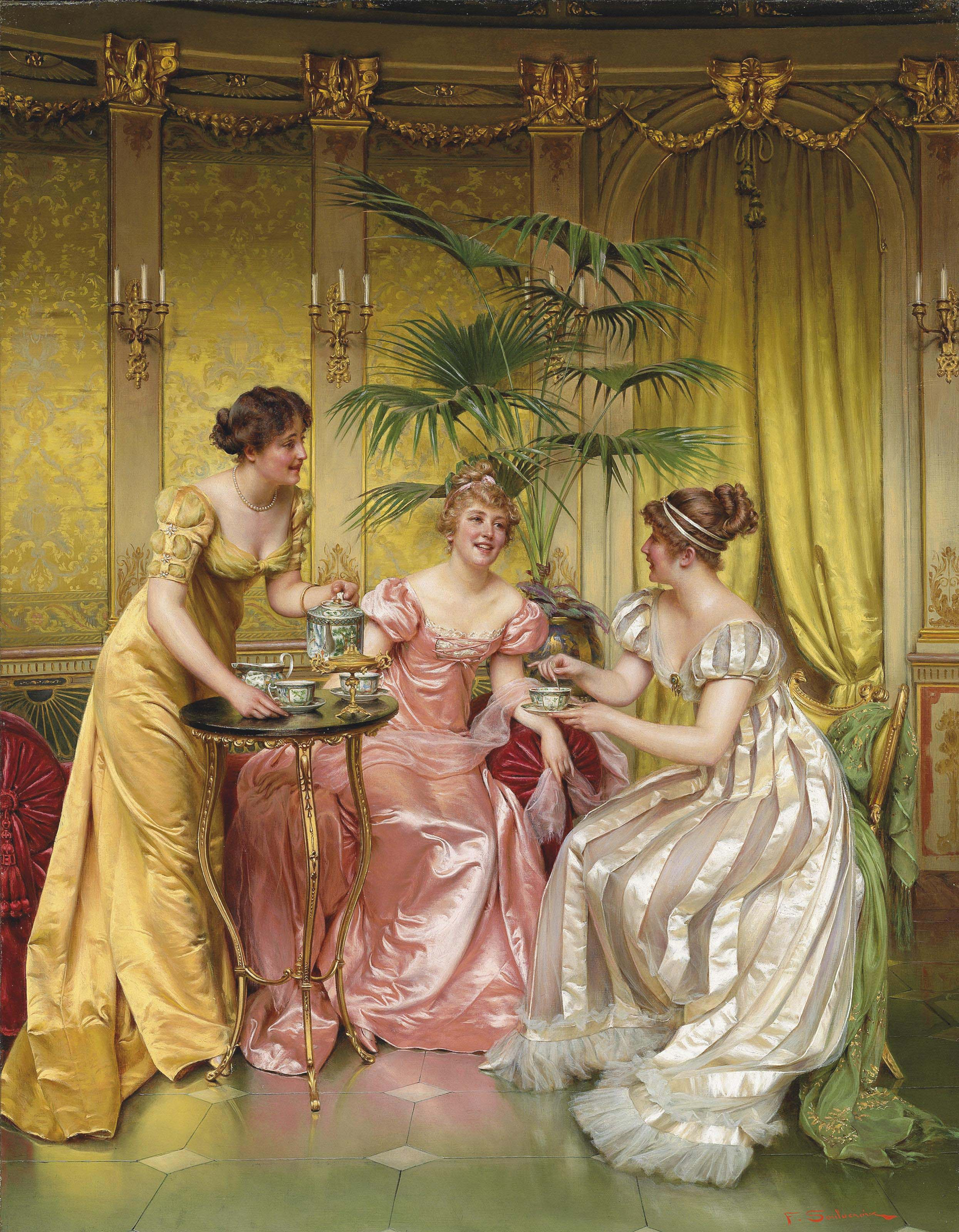
«Файф-о-клок на троих», СФредерик Сулакруа, 1870-е гг.

Чайные приёмы считаются «наименее формальными, самыми дружескими и приятными из всех домашних развлечений». Как отмечалось в руководстве по этикету «The Habits of Good Society» (Обычаи хорошего общества), «главное их очарование заключалось в том, что чаепитие можно было организовать всего за два-три дня». В книге «A Manual of Etiquette For Ladies» (Руководство по этикету для леди) утверждалось, что наиболее приятный способ провести послеобеденное чаепитие — пригласить нескольких знакомых между собой друзей. На чаепитие не следует являться с церемонными манерами, а надо приходить в непринужденном, «повседневном настроении» — чтобы увидеть друзей и быть увиденными ими.
Расслабленная атмосфера — ключевой элемент файф-о-клока, где бы ни происходила трапеза — дома, в кафе или ресторане, во дворце. Хотя существует множество правил этикета предписывающих, как вести себя во время файф-о-клока, даже они довольно необременительны и не должны мешать главному — наслаждению трапезой и замедлению темпа жизни, пусть даже ненадолго.
Зимой для файф-о-клока полагается задергивать шторы и прикрывать жалюзи, а комнаты освещать, как вечером, разжигать камин; в столовой накрывать большой чайный стол или же ставить небольшой столик у камина. При летнем файф-о-клоке искусственное освещение не используется, а стол чаще всего сервируют на веранде.
Английская писательница Хелен Симпсон считает, что беседа во время файф-о-клока должна быть лёгкой и приятной, как безе, а к созданию атмосферы файф-о-клока следует подходить как к подготовке театрального представления — следует «подготовить сцену, расставить реквизит и пригласить самых остроумных и общительных знакомых». Хотя соблюдение канонов нарочито лёгкой чайной беседы не всем нравится — в рассказе английского писателя Саки «Чай» герой с ужасом представляет как его будущая жена будет вести такую лёгкую беседу: «Джоан сидит за низким столиком, уставленным серебряными чайниками, кувшинчиками для сливок и изящными фарфоровыми чашечками, а её голос звенит, задавая бесконечные дружелюбные вопросы: „Один кусочек сахара? Я забыла. Вы ведь пьете с молоком? Может, добавить горячей воды, если чай слишком крепкий?“»
Пришедшие не обязаны оставаться долго — достаточно провести полчаса, поддерживая непринужденную беседу. Если гость хочет поговорить с хозяйкой или специальным гостем, в честь которого организовано чаепитие, он подходит к ним в подходящий момент, но не задерживает их надолго, особенно если в доме много посетителей. В разгар летнего чайного сезона дамы присутствовали в одном месте не более 15 минут, после чего отбывали на следующий файф-о-клок. Если файф-о-клок был с танцами, то молодым людям, следовало «едва успев пожать руку хозяйке, сразу идти танцевать», а старшим гостям полагалось «сидеть, беседовать с друзьями или пить чай».
Если файф-о-клок многолюдный, когда гости уходят, они не должны прощаться церемонно — достаточно тихо попрощаться с ближайшими знакомыми и лёгкого кивка или улыбки в сторону хозяйки, если та занята разговором, — главное уйти незаметно, не нарушая общего течения вечера. Приём считается удачным, если гости чувствовали себя непринуждённо, а атмосфера была лёгкой и изысканной — без излишней суеты или чопорности.

## Сервировка и меню
Самые жаркие споры о том, как правильно сервировать файф-о-клок, происходят на родине этой традиции. В современной Великобритании существует множество вариантов подачи чая, но почти все они следуют британскому стилю (с молоком и сахаром), включают лёгкие закуски и — самое главное — дают возможность сделать перерыв в течение дня, чтобы расслабиться перед завершением работы и началом домашних дел.
Для «повседневного чайного столика» не существует строгих размеров, подойдет любой небольшой столик. Он должен быть устойчивым, не слишком высоким, чтобы хозяйка не казалась за ним утопающей, но и не слишком маленьким, чтобы не выглядеть перегруженным едой. Обычно его ширина составляет от 24 до 26 дюймов (60-66 см), а длина — от 27 до 36 дюймов (68-91 см), форма может быть овальной или прямоугольной. Сначала на стол обязательно кладут скатерть. Чайная скатерть может быть размером в один, полтора или два квадратных ярда (0,9-1,8 м). Она может лишь слегка покрывать стол или свисать на пол-ярда с каждого края. Стандартный размер скатерти — около 1,25 ярда (1,1 м). Скатерть может быть цветной, но традиционная — из белого льна с небольшой или обильной белой вышивкой, кружевами или сочетанием того и другого. На скатерть ставят поднос, достаточно большой, чтобы вместить всё, кроме тарелок с угощениями. Поднос может быть массивным серебряным («требующим лакея с сильными руками»), шеффилдским или просто из лужёной жести.

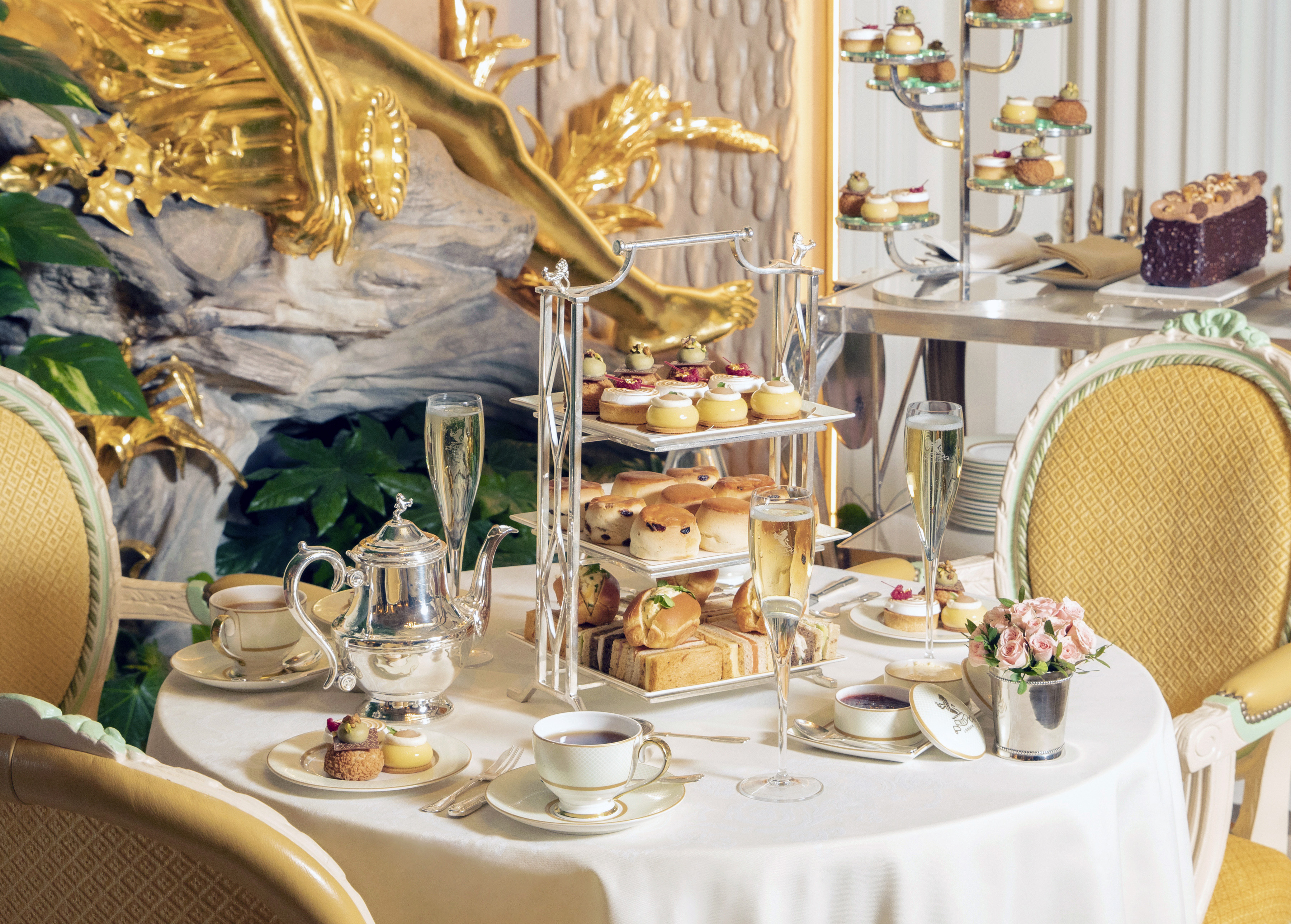
Сервировка файф-о-клока в лондонском отеле «Ритц (Лондон)» — чайный сервиз, этажерка с сэндвичами (в том числе Сэндвичи с огурцом), сконы, птифуры, джем, топлёные сливки, а также шампанское

Классическая сервировка включает фарфоровые чашки с блюдцами, приборы, чайник для заварки, ситечко, сахарница,кувшин для крутого кипятка, молочник (большинство пьёт молоко холодным, но некоторые горячим), в центре стола часто располагают многоуровневую этажерку для подачи сэндвичей, сконов и выпечки, а также салфетки.
Важным правилом файф-о-клока является то, что меню ограничено — допустимо все, что подпадает под категорию «хлеб и выпечка», но ничего более. Никаких салатов, закусок, мороженого или пунша — это уже превратило бы чаепитие в вечерний прием. На столе часто присутствуют лёгкие закуски — небольшие аккуратные сэндвичи, сконы с топлёными сливками и джемом, а также пирожные (например, эклеры или птифуры). Существует определённый порядок употребления закусок: сначала сэндвичи, затем сконы, и в конце выпечка.
Обычно подаётся чёрный чай, часто дарджилинг, ассам, Эрл Грей или цейлонский, подаётся с молоком или лимоном (если подаётся китайский чай или чай по-русски).
Поскольку чаепитие предполагает интимную беседу, слугам полагается появляться только по звонку — чтобы принести свежую воду, дополнительную посуду или убрать использованные предметы. Рядом с каждым гостем настоятельно рекомендуется ставить небольшие низкие индивидуальные столики. Хозяйка лично заваривает и разливает чай. Гости, сидящие достаточно близко, протягивают руки за своей чашкой с блюдцем. Если дамы сидят дальше, а среди присутствующих есть джентльмен, он, «разумеется», встаёт и относит чай и угощения от хозяйки к гостье.
В викторианские времена, если гостей было больше двадцати, стол накрывали в столовой, а две близкие подруги хозяйки разливали чай с одного конца стола и шоколад — с другого. Эти дамы всегда приглашались заранее и обязательно надевали нарядные дневные платья с шляпками (в отличие от повседневной одежды остальных гостей). На роль дам-распорядительниц хозяйка выбирала тех, кто, по её мнению обладал приятной внешностью, и, что особенно важно, обладал «безупречными манерами в любой ситуации».
Если файф-о-клок организуют в ресторане, каждую деталь интерьера и сервировки тщательно продумывают — чаепитие превращают почти в театральное представление. Менеджеры по питанию в британских отелях разрабатывают меню, делая упор на разнообразие — как в блюдах, так и в сортах чая. В некоторых заведениях даже работают чайные сомелье, которые составляют чайную карту, включающую сорта из разных уголков мира.

## Современное значение
В XXI веке файф-о-клок утратил свою повседневную обязательность, но сохранился как культурный ритуал и элемент национальной идентичности. Многие отели и рестораны в Лондоне и других городах Британии предлагают туристам услугу «afternoon tea». Сегодня традиция сохраняется в лондонском отеле «Ритц» и других престижных гостиницах.
В современной Британии файф-о-клок — это скромный повседневный ритуал в домашней обстановке, распространённый во всех социальных слоях. Популярность чая как напитка и как трапезы несколько снизилась в середине XX века, но с начала XXI века он переживает ренессанс: всё больше заведений возвращают его в меню, а британцы и жители постколониальных стран проявляют растущий интерес как к домашним, так и к публичным чаепитиям. Как и в начале XX века, отели и рестораны подхватили тренд, а сама услуга часто выходит за рамки обеденных залов в лаунж-зоны и общие пространства. Клиенты отелей и ресторанов готовы платить немалые деньги за скромную трапезу, которую легко готовить на кухне и которая приносит доход в часы затишья между обедом и ужином.
В британском культурном ландшафте файф-о-клок занимает двойственное положение: с одной стороны, его иногда считают устаревшей традицией, с другой — он остаётся важной частью гастрономической идентичности. Вне зависимости от того, чопорный ли это ритуал в ресторане или простая ежедневная семейная традиция, чаепитие представляет собой явление, полностью превратившееся в культурное наследие, к которому британцы неизменно обращаются с энтузиазмом и теплотой.

## За пределами Британии

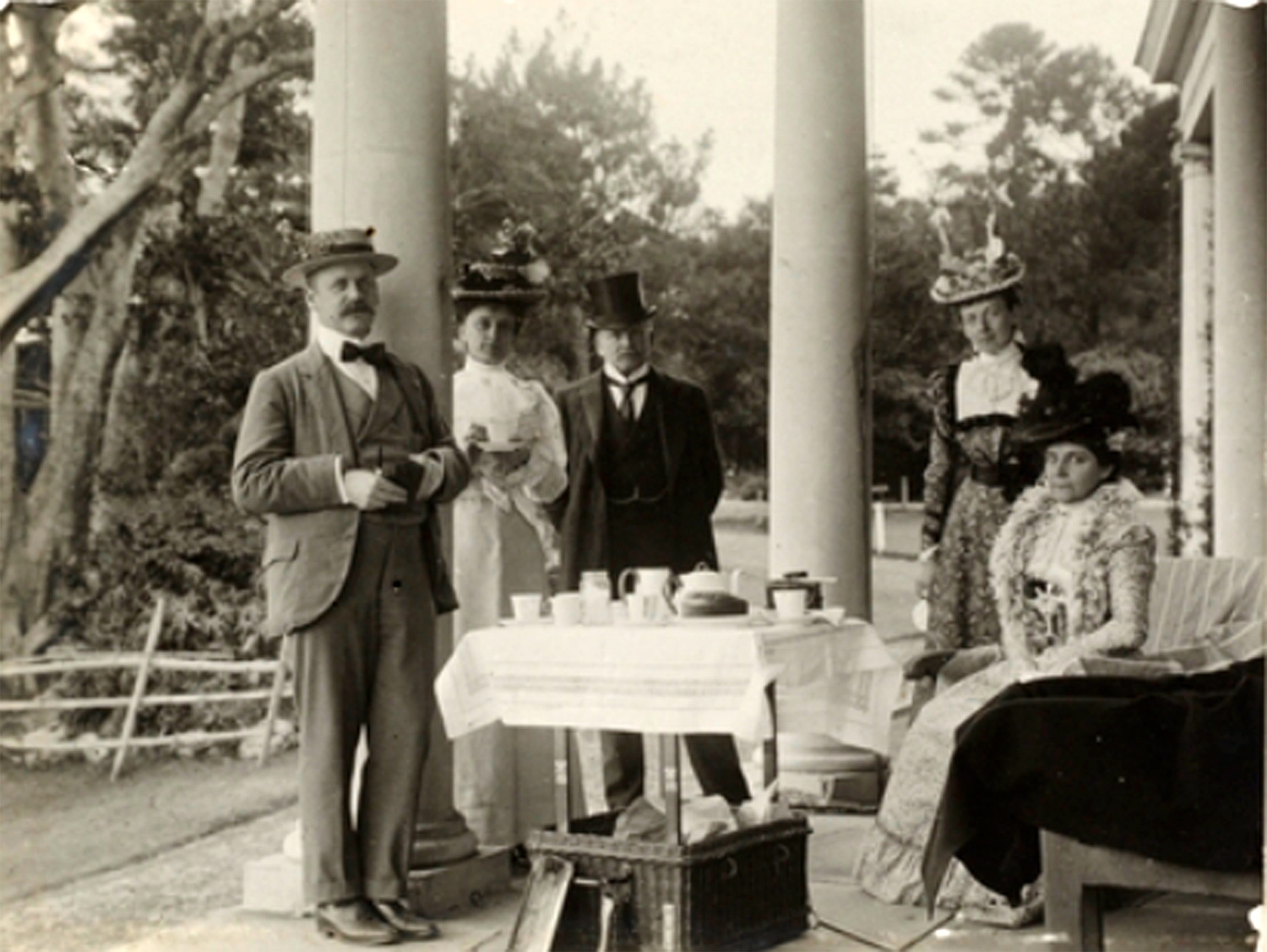
Файф-о-клок в Стриклэнд-хаус, Сидней, Австралия, 1898

Файф-о-клок стал символом английской культуры. Его присутствие (или отсутствие) в бывших колониях Британской империи красноречиво свидетельствует о расцвете и закате английского влияния, а также о том, какие традиции ценились и сохранялись.
Так же, как англичане импортировали товары и сырьё из колоний, они экспортировали туда свои культурные традиции. К концу XIX века у представителей колониальных властей (например, губернаторов) прочно вошёл в обиход файф-о-клок и они продолжали эту традицию на новых местах службы. Таким образом, файф-о-клок стал частью колониального наследия, укоренившегося во многих постколониальных культурах, и продолжает существовать как в изменённых, так и в неизменных формах.
Файф-о-клок получил широкое распространение в странах бывшей Британской империи, включая Австралию, Гонконг, Индию, Канаду, Кению, Мальту и ЮАР. Обычай файф-о-клока встречается в обществе и дорогих отелях в таких странах, как Австрия, Бельгия, Венгрия, Греция, Дания, Италия, Норвегия, Польша, Финляндия, Чехия, Швеция и Швейцария. В России выражение «файф-о-клок» стало символом утончённого быта и вошло в речь русской интеллигенции в конце XIX века; у более бедных слоёв населения послеобеденное чаепитие с самоваром тоже вошло в привычку.
Традиции чаепития довольно сильно отличаются в зависимости от страны, даже в пределах Великобритании, например, английская и шотландская традиции чаепития существенно разнятся.

## Отличия High и Low Tea
Различают «высокий чай» и файф-о-клок, однако на практике эти термины зачастую используются как взаимозаменяемые, особенно за пределами Великобритании.
Изабелла Битон, автор знаменитого руководства по ведению домашнего хозяйства в викторианской Англии, прокомментировала эти различия так, — «There is Tea and Tea» («Есть чай и есть чай»).
Хотя и файф-о-клок (low tea), и «Высокий чай» (high tea) подаются во второй половине дня, ключевое различие между ними заключается во времени подачи. Файф-о-клок обычно подают около 16:00-17:00, тогда как «высокий чай», как правило, подают позже — между 17:00 и 19:00. Ещё одно различие между ними заключается в том, что послеобеденный чай, возникший в высшем классе, считается более формальным мероприятием, чем высокий чай, который берёт своё начало в рабочем классе — рабочие заканчивали работу позже. Ещё один фактор, отличающий файф-о-клок от высокого чая — это подаваемая еда. Хотя оба включают чай в качестве напитка, послеобеденный чай состоит из изысканной выпечки, маленьких сэндвичей, сконов и пирожных. В то время как высокий чай обычно представляет собой более сытную трапезу с мясом, картофелем или другими овощами, которую подают после долгого рабочего дня. Ещё одно отличие состоит в том, что файф-о-клок также известен как «низкий чай» (low tea), поскольку его традиционно подавали на низком столике. В противоположность этому, высокий чай употребляют на высоком столе.

## Галерея

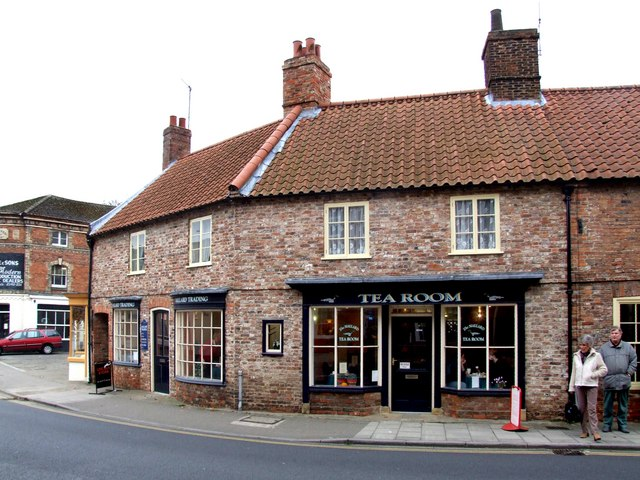
Чайная (tea room), Хорнкастл, Линкольншир, 2011
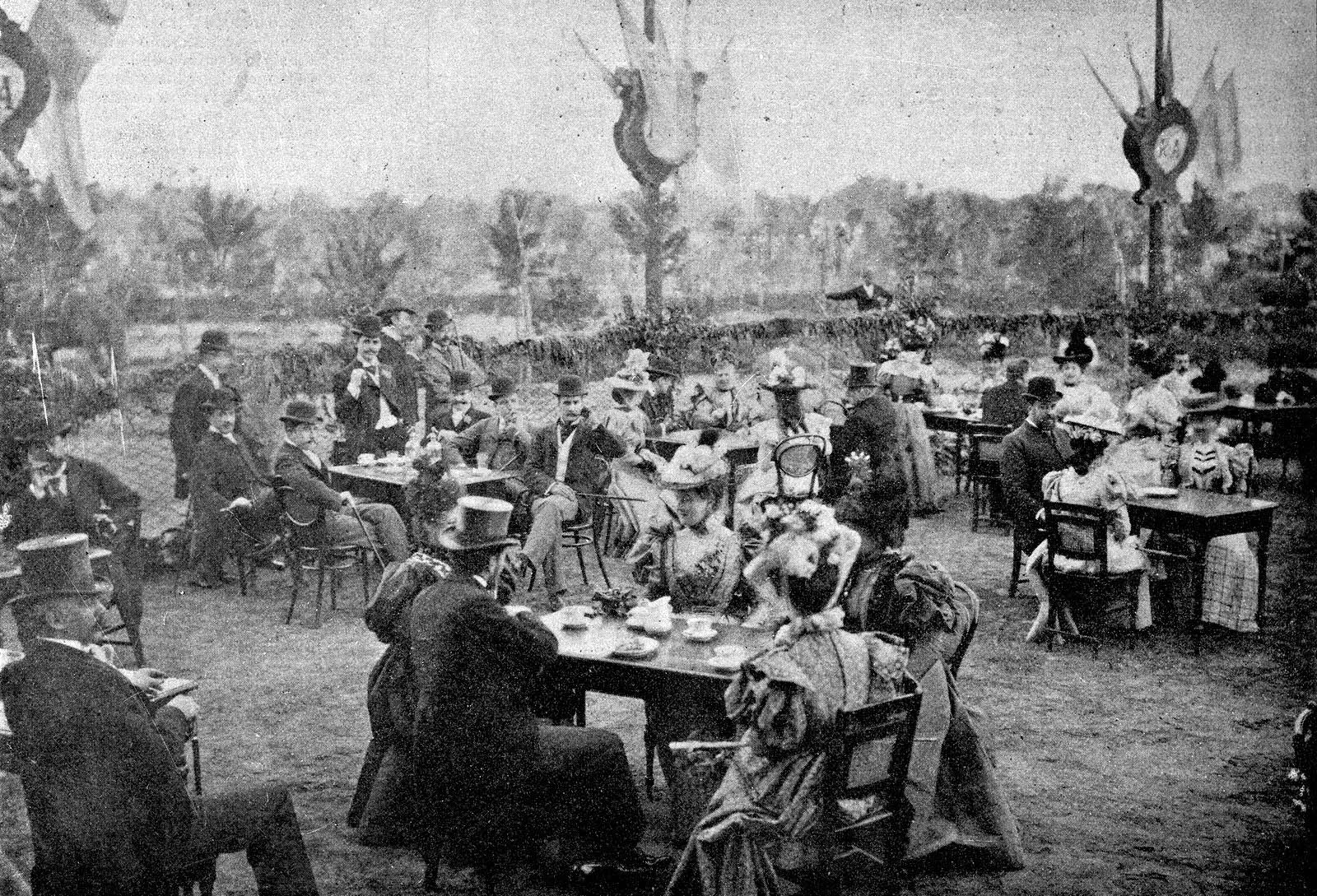
Файф-о-клок в клубе стрелков «Tiro Federal», Буэнос-Айрес, Аргентина, 1896
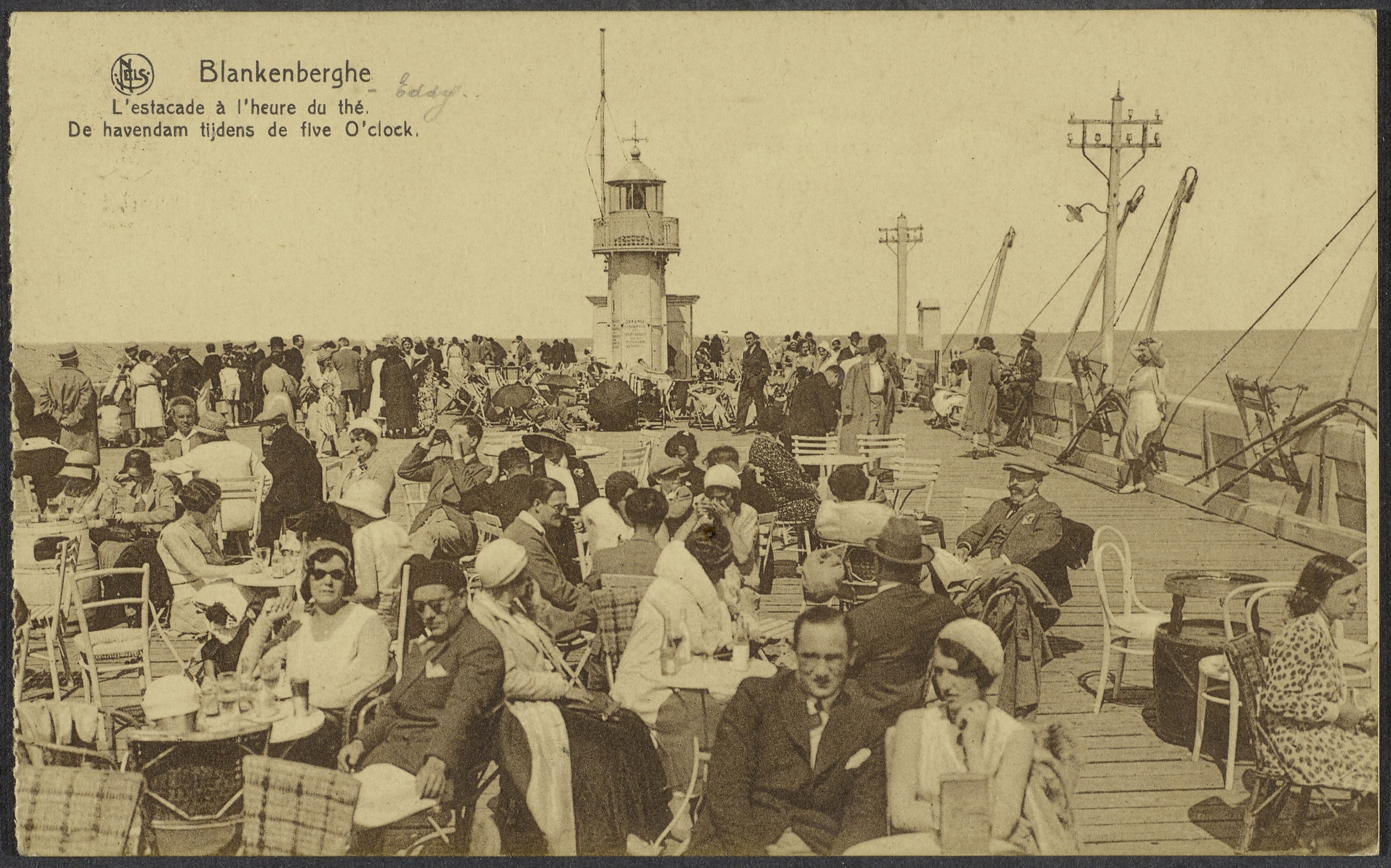
Файф-о-клок на набережной гавани, Бланкенберге, Бельгия, ок. 1930
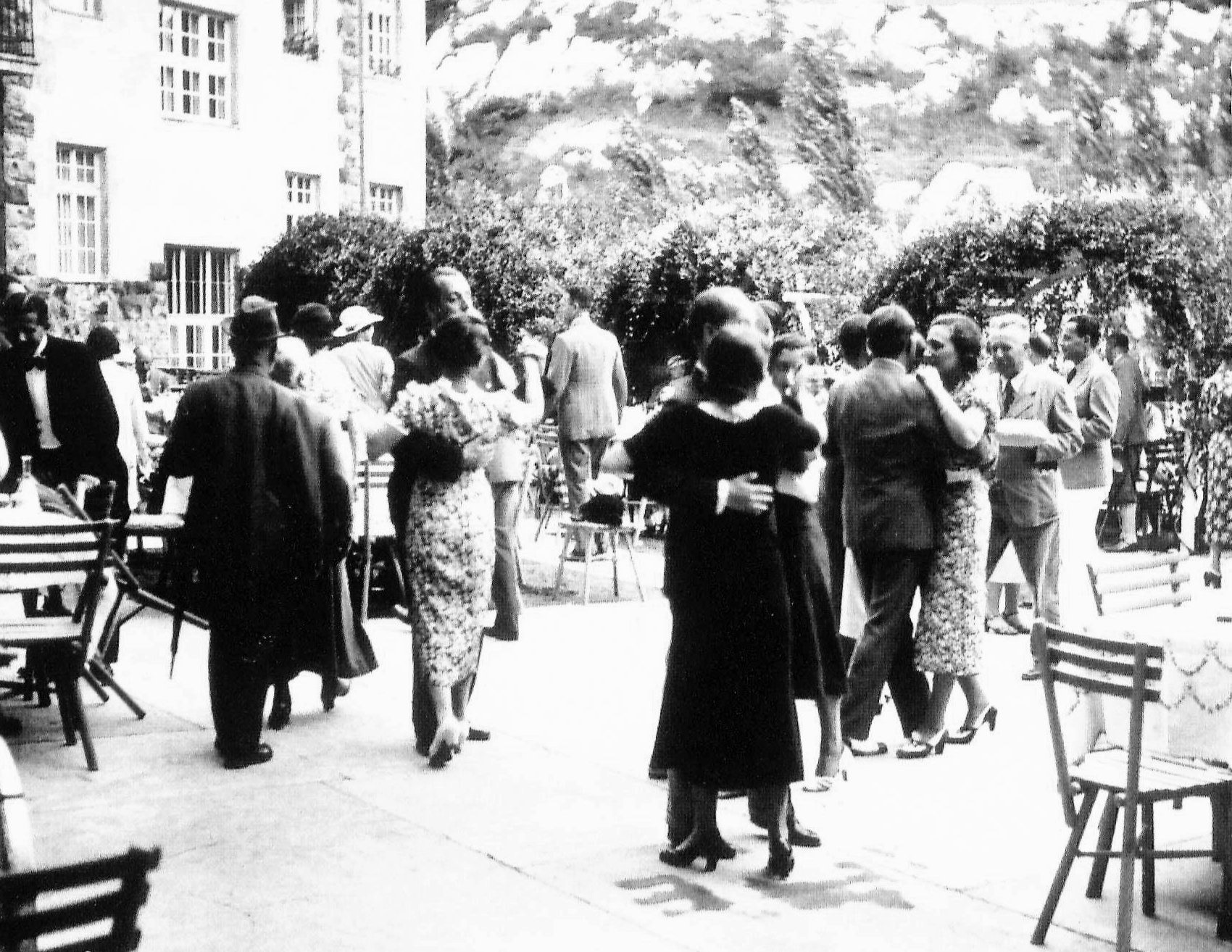
Файф-о-клок с танцами, Палас-отель, Лиллафюред, Венгрия, 1936
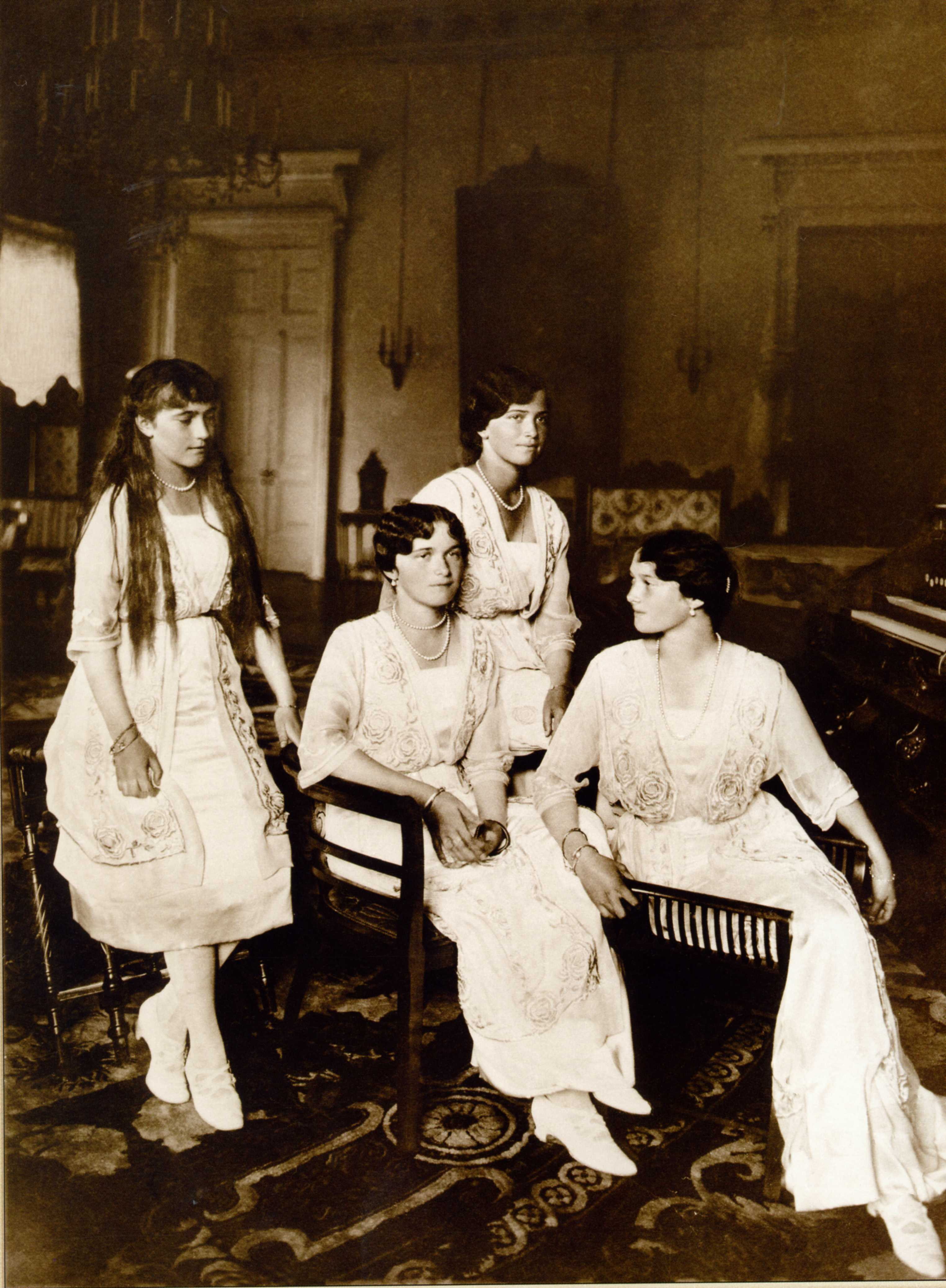
Дочери императора Николая II в чайных платьях — Анастасия, Ольга, Татьяна и Мария, 1916

## Комментарии
1. ↑  Файф-о-клок без танцев устраивают в честь приезжих знаменитостей, новых соседей или помолвленных пар, а также при новоселье или, что случается чаще всего, в честь особого гостя, например, приехавшего из другого города[16].
2. ↑  Джордж Оруэлл тоже считал, что сначала следует наливать чай, приводя следующий аргумент — помешивая чай по мере наливания молока, можно точно регулировать желаемые пропорции чая и молока, тогда как при обратном способе добиться этого тяжело[40].
3. ↑  Hobble — в буквальном переводе с английского — «стреножить лошадь».
4. ↑  Регламентируются даже правильное присаживание на стул или процесс размешивания сахара в чашке[35].
5. ↑  В разных источниках разных временных периодов правила чаепитий сильно разнятся, однако можно выделить наиболее часто упоминаемые пункты.[8][52]
6. ↑  Sheffield tray — это поднос для подачи чая, изготовленный по технологии Old Sheffield Plate, возникшей в XVIII–XIX веках в городе Шеффилд в Англии. Для удешевления,  при изготовлении предметов вместо серебра использовался сплав меди и стерлигового серебра[54].
7. ↑  На этажерке внизу располагаются сэндвичи, посередине — сконы, а сверху — птифуры и сладкие кексы[57].
8. ↑  В XIX веке дамы носили перчатки, поэтому сэндвичи должны были быть настолько аккуратными снаружи, чтобы дамы могли их брать руками не рискуя испачкать перчатки[29].
9. ↑  Корочки должны быть обязательно обрезаны, сэндвичи должны быть небольшими и могут быть наполнены традиционными начинками, такими как ветчина, помидор, лосось, яйцо, и, «лучше всего, огурец», который является самой популярной начинкой[60].
10. ↑  До сих пор не утихают споры о том, какие сливки появились раньше и более подходят для файф-о-клока — девонширские (из графства Девон) или корнуоллские (из графства Корнуолл)[62].
11. ↑  В кафе и ресторанах обычно гостям предлагают на выбор не менее десятка сортов, включая традиционные чёрные чаи, травяные настои, ройбуш и зелёные чаи[63].